# Sergio Lanza
Sergio Lanza (Morbegno, 18 giugno 1945 – Roma, 19 settembre 2012) è stato un presbitero e teologo italiano.

## Biografia
Dopo gli studi nel seminario di Como, è stato ordinato sacerdote il 22 giugno 1969. Si è laureato in Teologia e in Pedagogia e licenziato in Scienze Bibliche.
Come teologo, è stato docente di teologia pastorale presso l´Istituto pastorale Redemptor Hominis della Pontificia Università Lateranense di Roma, elaborando un pensiero originale circa l'epistemologia della stessa disciplina. Tra gli argomenti nodali nel suo insegnamento: la concezione della nuova evangelizzaziine come "prima evangelizzazione", l'importanza della presenza cristiana nella scuola, la parrocchia e le unità pastorali, l'associazionismo cattolico in rapporto ai movimenti ecclesiali, la fine della catechesi nella configurazione recepta, il rilievo della dottrina sociale della Chiesa.
Mentre inseriva la Dottrina sociale della Chiesa nei corsi universitari di teologia pastorale, nel 1998 ideò è fondò Finetica, laboratorio di finanza etica, materia che stava acquisendo importanza negli ambiti finanziari e di cui fu un precursore in Italia.
Il 18 marzo 2008 la Conferenza Episcopale Italiana lo nomina per un mandato quinquennale assistente ecclesiastico generale dell'Università Cattolica del Sacro Cuore, succedendo a Gianni Ambrosio divenuto vescovo della diocesi di Piacenza-Bobbio.
Il 17 luglio 2012 è stato nominato prelato d'onore di Sua Santità da papa Benedetto XVI.
Ricopre l'incarico di assistente dell'Università del Sacro Cuore fino alla morte avvenuta il 19 settembre 2012 all'età di 67 anni.
È stato consultore della Congregazione per il clero e del Pontificio consiglio della cultura e la Fondazione "Centesimus Annus – Pro Pontifice". È stato inoltre presidente dell'Osservatorio Finetica.
L'amico don Paolo Asolan gli è succeduto alla guida del Pontificio Istituto Redemptor Hominis della PUL.

## Metodo del discernimento pastorale
In teologia pastorale è ricordato come autore del metodo del discernimento spirituale evangelico cristiano, noto anche come metodo del discernimento pastorale. È un metodo generale, valido in tutti i contesti che permette di valutare l'efficacia di progetti o programmi pastorali dal punto di vista spirituale, culturale, linguistico e semeiotico. Esso tiene unite parole e opere, ortodossia e ortoprassi: in tutte le sue fasi è una riflessione di fede (quindi teologica) che tiene sempre presente il contesto operativo (antropologico, socioculturale, storico, geografico ed ecclesiale) entro cui l'opera pastorale si svolge. 
Fu proposto per la prima volta nel volume intitolato Introduzione alla teologia pastorale. 1. La teologia dell'azione ecclesiale.
Il metodo tiene unite parole e opere, ortodossia e ortoprassi: in tutte le sue fasi è una riflessione di fede (quindi teologica) che tiene sempre presente il contesto operativo concreto (antropologico, socioculturale, storico, geografico ed ecclesiale) entro cui l'opera pastorale si svolge. 
Il metodo e le prassi pastorali sono finalizzati alla salvezza delle anime.
Il metodo è composto da tre fasi in sequenza:
1. Analisi e valutazione;
2. Progettazione e decisione;
3. Attuazione e verifica.

Se il progetto o programma pastorale risulta inefficace nella fase di verifica, si riparte dal primo step per selezionare nuovi progetti o programmi.
Il metodo si caratterizza anche per tre dimensioni comuni alle tre fasi:
1. kairologica: significato all'azione pastorale non si limita a un'analisi del contesto operativo concreto mediante le scienze umane e sociali (psicologia, pedagogia, sociologia, statistica), ma applica il metodo del discernimento pastorale evangelico cristiano per discernere i segni dei tempi seminati da Dio nella storia presente. Il discernimento spirituale dei segni dei tempi si attua a col Vangelo e con l'assistenza dello Spirito Santo Dio e consiste nella seconda area quella realtà e processi che servono a Dio e nel contrastare quelli che operano in modo opposto. Esso è un'interpretazione teologica della storia contemporanea attuata dalla coscienza cristiana[9] perché " è dovere permanente della Chiesa di scrutare i segni dei tempi e di interpretarli alla luce del Vangelo, così che, in modo adatto a ciascuna generazione, possa rispondere ai perenni interrogativi degli uomini sul senso della vita presente e futura e sulle loro relazioni reciproche" ((Gaudium et spes 4). I segni dei tempi sono principalmente eventi storici (ma anche richieste e aspirazioni dei contemporanei) che mettono in evidenza il fatto che gli eventi non accadono da soli e senza un senso compiuto, ma che al contrario Dio è presente e opera nella storia, è il Signore della storia che dirige con un pian ben preciso di salvezza per il genere umano;
2. operativa;
3. criteriologica: i criteri sono necessari per tenere collegata la prassi pastorale con la teologia speculativa (dogmatica ed ecclesiologia) e i suoi principi, a partire dal dato fondamentale dell'Incarnazione e della natura divino-umana del Pastore supremo che è Gesù Cristo.

Il metodo accoglie il Principio dell'Incarnazione o del divino-umano di Franz Xaver Arnold.

## Opere
- La cristologia di Gesù. Il Gesù della storia nell'opera di Joachim Jeremias, Napoli, Edizioni Dehoniane, 1983
- La narrazione in catechesi, Roma, Edizioni Paoline, 1985
- La nube e il fuoco. Un percorso di teologia pastorale, Roma, Edizioni Dehoniane, 1995
- Cultura e pastorale del terzo millennio. Da Palermo il nuovo cammino (con Saverio Gaeta), Roma, Edizioni Paoline, 1996
- Introduzione alla teologia pastorale. 1. La teologia dell'azione ecclesiale, Queriniana, 2000
- Vocazioni. Carità come vangelo, Cantagalli, 2002
- Etica, finanza e valore d'impresa (con Michele Calcaterra e Francesco Perrini), EGEA, 2003
- La parrocchia in un mondo che cambia – Situazioni e prospettive, OCD, 2004
- Convertire Giona. Pastorale come progetto, Roma, OCD, 2005
- Il cammino dell'uomo, con 104 fotografie di Riccardo Guglielmin, OCD, 2007